# 硬毛南蛇藤
硬毛南蛇藤（学名：Celastrus hirsutus）为卫矛科南蛇藤属的植物。分布在中国大陆的云南、四川等地，生长于海拔1,400米至2,500米的地区，多生于山谷湿地，目前尚未由人工引种栽培。